# Filippo Zana
Filippo Zana (ur. 18 marca 1999 w Thiene) – włoski kolarz szosowy.

## Osiągnięcia
Opracowano na podstawie:

2016
- 3. miejsce w GP Sportivi Sovilla
- 2. miejsce w Trofeo Emilio Paganessi

2017
- 1. miejsce w GP Sportivi Sovilla
- 2. miejsce w Trofeo Guido Dorigo
- 2. miejsce w Trofeo Buffoni

2019
- 3. miejsce w Coppa della Pace
- 3. miejsce w mistrzostwach Włoch do lat 23 (start wspólny)
- 2. miejsce w Giro del Medio Brenta
- 3. miejsce w Gran Premio di Poggiana
- 1. miejsce w GP Capodarco

2021
- 2. miejsce w Istarsko Proljeće
  - 1. miejsce na 2. etapie
- 1. miejsce w Wyścigu Pokoju U23
  - 1. miejsce na 2. etapie
- 1. miejsce w Czech Cycling Tour
  - 1. miejsce w klasyfikacji młodzieżowej
  - 1. miejsce w klasyfikacji punktowej
- 3. miejsce w Tour de l’Avenir

2022
- 1. miejsce w Adriatica Ionica Race
  - 1. miejsce w klasyfikacji młodzieżowej
- 1. miejsce w mistrzostwach Włoch (start wspólny)
- 1. miejsce w klasyfikacji młodzieżowej Tour du Limousin

2023
- 1. miejsce na 18. etapie Giro d’Italia
- 1. miejsce w Tour of Slovenia
- 3. miejsce w Veneto Classic

## Rankingi
| Rok             | 2018  | 2019 | 2020  | 2021 | 2022 | 2023 | 2024 |
| --------------- | ----- | ---- | ----- | ---- | ---- | ---- | ---- |
| World Ranking   | 2034. | 681. | 1048. | 133. | 169. | 94.  | 123. |
| UCI Europe Tour | 1408. | 502. | 815.  | 113. | 138. | 76.  | 98.  |
| UCI Asia Tour   | 678.  |      |       |      |      |      |      |
|                 |       |      |       |      |      |      |      |
| Źródło: UCI     |       |      |       |      |      |      |      |